# Дьяченко Станіслав Володимирович
Станіслав Володимирович Дьяченко (нар. 27 вересня 1984) — український футболіст, який грав на позиції захисника. Після початку війни на сході України виступав у чемпіонаті так званої «Донецької народної республіки», працював тренером академії донецького «Шахтаря» та «Кривбасу» U-19.

## Кар'єра футболіста
Розпочав заняття футболом у луганському спортінтернаті, пізніше продовжив удосконалення майстерності в донецькому УОР. У 2000 році молодий футболіст виступав у юнацькій першості України за донецьку команду «Експо-Донбас».
З 2001 року був гравцем команди першої ліги «Волинь» (Луцьк), дебютував у професійному футболі 28 червня 2001 року в матчі проти ЦСКА-2. Проте цей матч виявився єдиним у сезоні в основному складі команди, а наступний сезон він грав лише за фарм-клуб лучан «Ковель-Волинь-2» у другій лізі. У сезоні 2002/03 футболіст дебютував у вищій українській лізі за «Волинь» у матчі з харківським «Металістом», проте цей матч залишився єдиним для Дяченка в основі команди цього сезону, й надалі футболіст продовжував виступи або в дублюючому складі команди, або у фарм-клубах лучан «Ковель-Волинь-2» та «Іква».
У квітні 2004 року Станіслав Дьяченко став гравцем команди першої ліги «Полісся» (Житомир) та зіграв до кінця сезону в новому клубі 9 матчів. З початку сезону 2004/05 футболіст став гравцем команди другої ліги «Олімпік» з Донецька, проте вже з початку 2005 року поребрався до російського клубу першої ліги «Спартак» (Нальчик). У цій команді Дьяченко також не був гравцем основи, зігравши за клуб із Північного Кавказу всього 9 матчів у чемпіонаті, а після виходу команди до вищої ліги грав виключно за дублюючий склад команди.
На початку 2007 року футболіст повернувся до «Олімпіка», в якому грав до кінця року. У серпні 2008 року Станіслав Дьяченко зіграв 4 матчі за луганський «Комунальник», проте команда достроково припинила виступи у професійній лізі. Після цього Дьяченко припинив виступи у професійному футболі, частково також через травми, та став одним із тренерів дитячої академії донецького «Шахтаря». Паралельно він також грав за донецькі аматорські команди «УСК-Рубін», «Нова-Люкс» та «Орлайн».

### Під час війни на Донбасі
Початок війни на сході України Станіслав Дьяченко застав гравцем аматорського футбольного клуба з Донецька «Орлайн». Після окупації Донецька Росією Дьяченко залишився в окупованому місті та розпочав виступи у так званому «чемпіонаті Донецької народної республіки» та «кубку республіки». Він став гравцем організованого окупантами донецького клубу «Побєда», в складі якого став «чемпіоном ДНР» та «володарем кубка ДНР».

## Тренерська кар'єра
По завершенні ігрової кар'єри працював тренером академії донецького «Шахтаря».
У вересні 2021 року став помічником старшого тренера юнацької команди (U-19) «Кривбасу» Віталія Віценця. У червні 2022 року був звільнений з клубу разом із Віценцем через антиукраїнську позицію щодо російсько-української війни.